# Всеволод I
Всеволод I Ярославич е велик княз на Киевска Рус от 1078 до смъртта си през 1093.

## Живот
Той е четвърти син на Ярослав Мъдри от Ингегерд Олофсдотер.
През 1046 Ярослав Мъдри сключва договор с Византийската империя и Всеволод се жени за дъщеря на император Константин IX Мономах, от която има един син, Владимир Мономах, и дъщеря Евпраксия. Тя става известна в Западна Европа със скандалния си развод с отлъчения от църквата император Хайнрих IV, когото обвинява в опит да извърши черна литургия върху нейното голо тяло.
След смъртта на Ярослав Всеволод получава управлението на Переяслав, Ростов и Суздал, както и град Белоозеро, който остава владение на неговите наследници до края на Средновековието. През следващите години Всеволод води междуособни войни с братята си Изяслав и Светослав, които по различно време стават велики князе на Киев. Тези конфликти се редуват с периоди на примирие и съвместни военни действия срещу куманите на юг. След смъртта на византийската си съпруга през 1067, Всеволод се жени за куманка.
След смъртта на Светослав през 1076, Всеволод отстъпва трона на Киев на намиращия се в изгнание Изяслав в замяна на управлението на Чернигов. Когато и другият му брат е убит през 1078 Всеволод става велик княз. През последните години от живота си той е тежко болен и от негово име управлява Владимир Мономах. Въпреки това след смъртта си е наследен от Святополк II, син на Изяслав.